# 迈坦区
33°53′48″N 35°34′40″E / 33.8967°N 35.5778°E

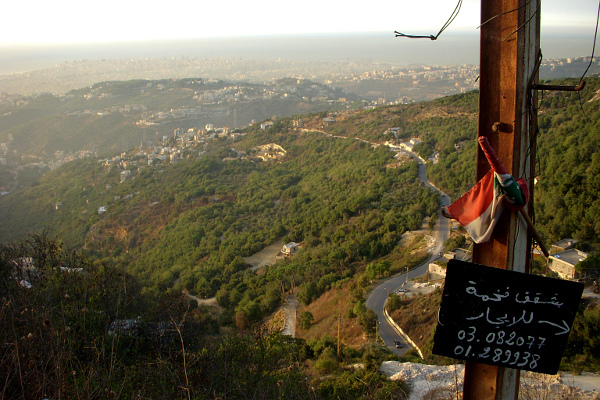

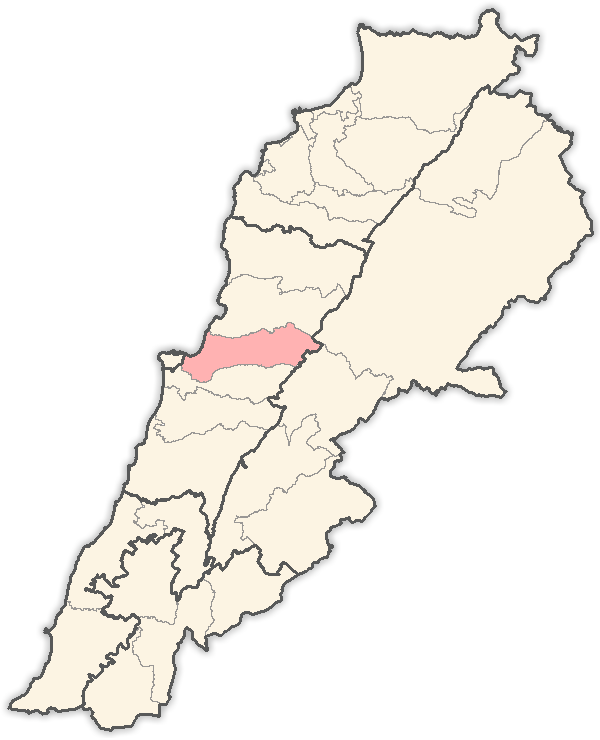

迈坦区（阿拉伯语：‎）是黎巴嫩黎巴嫩山省的區份，位於該國西部，首府設於朱代德，面積336平方公里，2008年人口487,000，人口密度每平方公里1,449人。